# Dyckia rigida
Dyckia rigida är en gräsväxtart som beskrevs av Strehl. Dyckia rigida ingår i släktet Dyckia och familjen Bromeliaceae. Inga underarter finns listade i Catalogue of Life.